# Национални конгрес Комунистичке партије Кине
Национални конгрес Комунистичке партије Кине (кин: 中国共产党全国代表大会; је конгрес Комунистичке партије Кине који се одржава сваких пет година. Национални конгрес је теоретски највише тело у оквиру Комунистичке партије Кине. Од 1987. године Национални конгрес се одржава у октобру или новембру. Место одржавања догађаја, почев од 1956. године, је Велика сала народа у Пекингу. Конгрес је јавно место за промене на највишем нивоу у КПК и формални догађај за промене устава Партије. У протекле две деценије Национални конгрес КПК је био кључан, барем као симболичан део промена руководства, и стога је привукао пажњу међународних медија.
Конгрес формално одобрава чланство у Централном комитету, телу које чине највиши доносиоци одлука у партији, држави и друштву. У пракси, међутим, за Централни комитет се номинује само нешто више кандидата него слободних места, што ограничава улогу Конгреса у процесу селекције на елиминисање веома непопуларних кандидата. Сваки петогодишњи циклус Националног народног конгреса такође има низ пленума Централног комитета који се од средине 1990-их одржавају мање-више редовно једном годишње.
Од средине 1980-их до касних 2010-их, КП Кине је покушавала да одржи глатку и уредну сукцесију и да избегне култ личности, вршећи велику смену особља сваких десет година на парним партијским конгресима, и промовисањем припрема људи за ову смену на непарним партијским конгресима. Поред тога, како људи на највишем нивоу странке одлазе у пензију, постоји простор за млађе чланове странке да се помакну за један ниво. Отуда је партијски конгрес време опште кадровске реконструкције и врхунац преговора који укључују не само највише руководство већ и практично све значајне политичке позиције у Кини. Због пирамидалне структуре странке и постојања обавезних старосних граница за одлазак у пензију, кадрови који не буду унапређени на партијском конгресу вероватно ће се суочити са крајем своје политичке каријере.

## Заседања
| Конгрес                        | Трајање                                  | Број делегата |                         |                  |    |
| ------------------------------ | ---------------------------------------- | ------------- | ----------------------- | ---------------- | -- |
| Конгрес                        | Трајање                                  | Број делегата | Први Национални конгрес | 23–31. јул 1921. | 12 |
| Други Национални конгрес       | 16–23. јул 1922.                         | 12            |                         |                  |    |
| Трећи Национални конгрес       | 12–20. јун 1923.                         | ~30           |                         |                  |    |
| Четврти Национални конгрес     | 11–22. јануар 1925.                      | 20            |                         |                  |    |
| Пети Национални конгрес        | 27. април–9. мај 1927.                   | ~80           |                         |                  |    |
| Шести Национални конгрес       | 18. јун–11. јул 1928.                    | 84            |                         |                  |    |
| Седми Национални конгрес       | 23. април–11. јун 1945.                  | 544           |                         |                  |    |
| Осми Национални конгрес        | 15–27. септембар 1956. – 5–23. мај 1958. | 1,026         |                         |                  |    |
| Девети Национални конгрес      | 1–24. април 1969.                        | 1,512         |                         |                  |    |
| Десети Национални конгрес      | 24–28. август 1973.                      | 1,249         |                         |                  |    |
| Једанаести Национални конгрес  | 12–18. август 1977.                      | 1,510         |                         |                  |    |
| Дванаести Национални конгрес   | 1–11. септембар 1982.                    | 1,600         |                         |                  |    |
| Тринаести Национални конгрес   | 25. октобар–1. новембар 1987.            | 1,936         |                         |                  |    |
| Четрнаести Национални конгрес  | 12–18. октобар 1992.                     | 1,989         |                         |                  |    |
| Петнаести Национални конгрес   | 12–18. September 1997.                   | 2,074         |                         |                  |    |
| Шеснаести Национални конгрес   | 8–14. новембар 2002.                     | 2,114         |                         |                  |    |
| Седамнаести Национални конгрес | 15–21. октобар 2007.                     | 2,217         |                         |                  |    |
| Осамнаести Национални конгрес  | 8–14. новембар 2012.                     | 2,270         |                         |                  |    |
| Деветнаести Национални конгрес | 18–24. октобар 2017.                     | 2,280         |                         |                  |    |
| Двадесети Национални конгрес   | 16–22. октобар 2022.                     | 2,296         |                         |                  |    |